# Kąty Leśne
Kąty Leśne – część wsi Sudół w Polsce, położona w województwie świętokrzyskim, w powiecie ostrowieckim, w gminie Bodzechów.
W latach 1975–1998 Kąty Leśne administracyjnie należały do województwa kieleckiego.